# Холодный чай

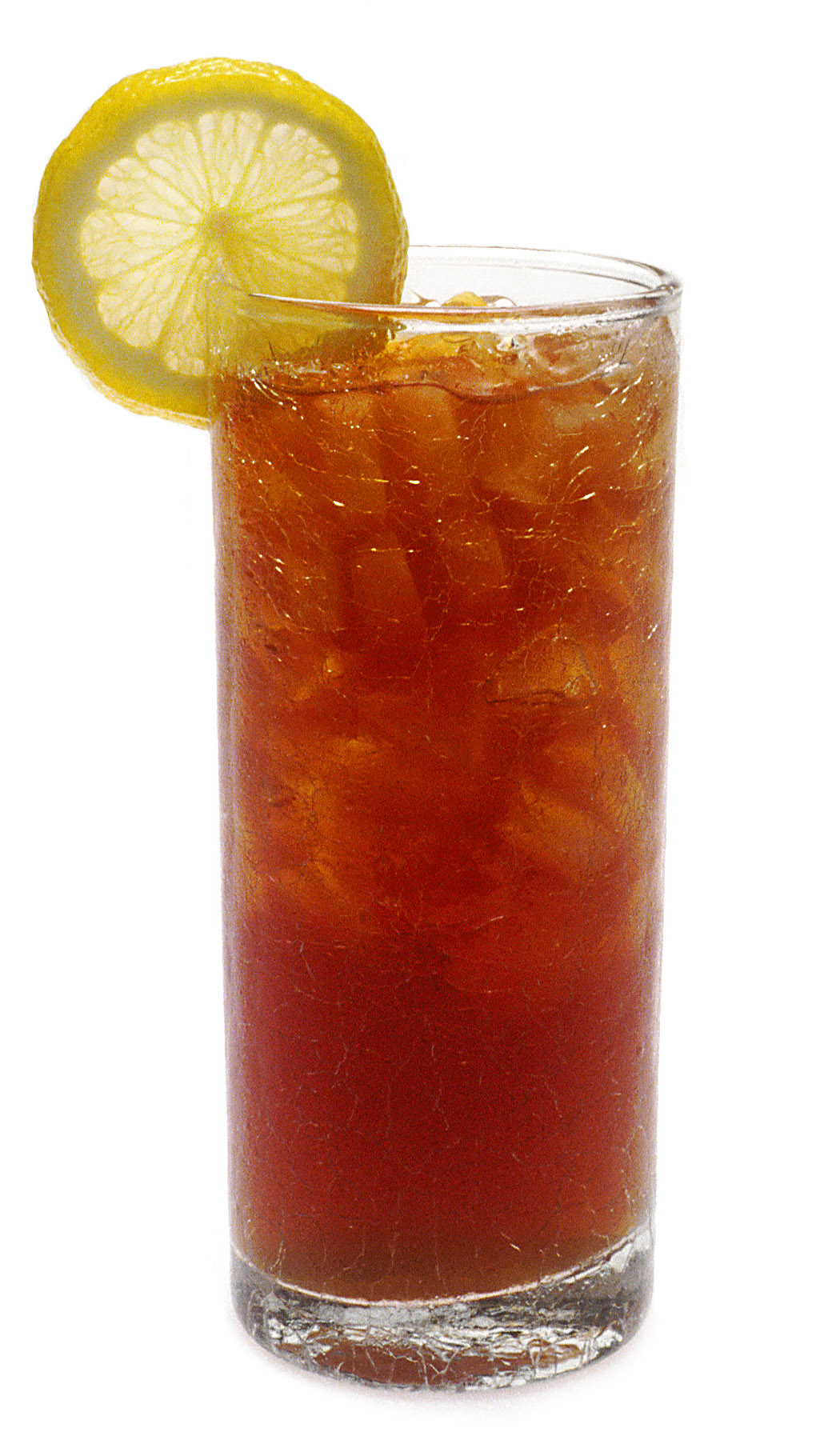
Холодный чай с лимоном

Холодный чай (также чай со льдом) — один из видов сервировки чая. Как популярный прохладительный напиток, холодный чай получил широкое распространение в России, странах СНГ и Балтии относительно недавно, после 2000 года. Потребляется преимущественно летом, в южных субтропических и тропических регионах — круглый год.

## История
Впервые как популярный напиток холодный чай появился на юге США в XIX веке, куда чёрный чай был завезён из Индии, но где жаркая и влажная погода, стоящая с мая по октябрь, не очень способствовала популярности традиционного горячего чая, который стал восприниматься как напиток только для больных простудой. В результате заваренный чай начали остужать и потреблять в холодном виде, часто со льдом и ломтиками лимона. Холодный чай стал одним из коронных напитков американского юга, распространившись и в другие регионы страны. По той же аналогии возникло и потребление холодного кофе (кофе-фраппе). Массовое распространение продукта, ранее известного в южных штатах США, связывают с владельцем чайной плантации и торговцем Ричардом Блехайнденом (Richard Blechynden).  Он представил напиток на Всемирной выставке 1904 года в Сент-Луисе. Популярности холодного чая способствовала жаркая погода и после ярмарки он приобрёл широкую популярность. По другой версии, начало продаж напитка было связано с тем, что Блехайндену никак не удавалось пристроить традиционный горячий чай в условиях сильной жары юга США и он вынужден был перейти к торговле холодным напитком.
Швейцария считается родиной холодного чая в упаковке (бутылках или жестяных банках). Швейцарец Макс Шпренгер, побывав в Америке, был поражен удивительной способностью холодного чая утолять жажду и, по приезде на родину, подсказал идею выпускать готовый холодный чай в бутылках.
Холодный чай может быть чёрным, зелёным, смешанным, иметь различные вкусовые добавки (лимон, малина и др.) как естественного (соки), так и искусственного происхождения. Холодный чай можно пить как в чистом виде, так и со льдом.
Холодный чай можно приготовить и в домашних условиях как путём остужения обычной чайной заварки, так и путём разведения смесей (порошков или концентратов) для холодного чая. Существует также холодный каркаде, заваренный из листьев суданской розы (гибискуса).